# 玉緒村
玉緒村（たまおむら）は、滋賀県蒲生郡にあった村。現在の東近江市中心部の南東一帯、近江鉄道本線・長谷野駅および大学前駅の東方一帯にあたる。

## 地理
- 山岳：布引山
- 河川：蛇砂川

## 歴史
- 1889年（明治22年）4月1日 - 町村制の施行により、芝原村・柴原南村・下二俣村・尻無村・下大森村・上大森村・土器村・瓜生津村の区域をもって発足。
- 1954年（昭和29年）8月15日 - 神崎郡御園村・建部村・八日市町・蒲生郡平田村・市辺村と合併して八日市市が発足。同日玉緒村廃止。

## 交通

### 道路
現在は旧村域を名神高速道路が通過するが、当時は未開通。